# Río George (Quebec)
El río George (en francés: Rivière George; en esquimal, Kangirsualujjuap Kuunga, que significa «río de la gran bahía»; en naskapi, Mushuan Shipu, «río sin árboles»; en innu, Metsheshu Shipu, «río del águila») es un río de la vertiente ártica de Canadá que discurre por la parte septentrional de la provincia de Quebec, fluyendo desde el lago Jannière, principalmente hacia el norte, hasta desaguar en la bahía de Ungava.
Tiene una longitud de 609 km y drena una cuenca de 41.700 km², mayor que países como los Países Bajos o Suiza. El río George es un río grande y ancho que ofrece un acceso relativamente sencillo y barato a la bahía de Ungava, en comparación con otros grandes ríos de esta región, de ahí su popularidad entre los practicantes del canoa camping.

## Geografía
El río George se origina alrededor de 175 kilómetros al este de Schefferville, en el lago Jannière, entre turberas y pantanos. Los lagos de cabecera son superficiales, conectados  por carreras de rápidos. Después de atravesar el lago  Advance, el río corre a través de una zona de aguas bravas difícil hasta que alcanza el lago Indian House («lago de la casa india»; en Naskapi, Mushuan Nipi , el «gran lago en el baldío»), que se extiende unos 60 km si se mide con mapas topográficos de Canadá, o 100 km si se mide por su carácter de flatwater.
Después del lago Indian House, el George realmente comienza a fluir. Ofrece abundantes rápidos con varios niveles de dificultad hasta que alcanza la aldea esquimal de Kangiqsualujjuaq, cerca de la bahía de Ungava. Debido a su fácil acceso, muchas personas sin la necesaria experiencia y habilidades han viajado por este río y desgraciadamente algunas de ellas han perdido la vida. El río es grande y poderoso —la palabra en francés, «fleuve», también usada para describir el río San Lorenzo, describe su carácter mejor que la palabra «rivière»—. El poderoso caudal del río George no deja margen para el error. Las condiciones climáticas son ideales para la hipotermia y los canoístas también tienen que luchar con serios efectos de la marea en los últimos 40 km.

## Historia
El río George fue renombrado el 12 de agosto de 1811 por dos misioneros de la iglesia morava Benjamin Gottlieb Kohlmeister y George Kmoch. La iglesia morava (sus miembros eran conocidos como husitas —seguidores de Jan Hus) había sido fundada en el siglo XV en Bohemia, en la actual República Checa. Estos dos misioneros fueron por vez primera a Okak en Labrador, y luego a la bahía de Ungava con una misión para evangelizar a los inuit. Escribieron en su diario: «Nosotros entonces proclamamos que el nombre del Kangertlualuksoak sea en adelante río Jorge». Los hermanos moravos querían honrar al rey Jorge III de Gran Bretaña e Irlanda desde 1760, quien, en 1769, garantizaba a los moravos tierra en la costa de Labrador para fundar asentamientos permanentes.
En el invierno de 1839-1840, la Compañía de la Bahía de Hudson construyó un puesto llamado Fort Trial en la orilla oriental del lago Indian House. Estuvo operativo sólo hasta el 15 de junio de 1842. Hasta bien entrado el siglo XX, este lago aparecía rotulado en los mapas en los mapas como «lago de Erlandson» (Erlandson's Lake) y a Fort Trial, en la correspondencia de la HBC, se le conocía a menudo  como «Puesto de Erlandson» (Erlandson's Post),, llamados así por Erland Erlandson, un empleado de la HBC que fue el primer europeo que viajó por tierra desde el  estrecho de Hudson a la costa Atlántica.
El río George está asociado con la malograda expedición de Leonidas Hubbard (1903) y con las posteriores exitosas expediciones en canoa de Mina Hubbard y Dillon Wallace (1905) y de Hesketh Prichard (1910).

## Galería de imágenes

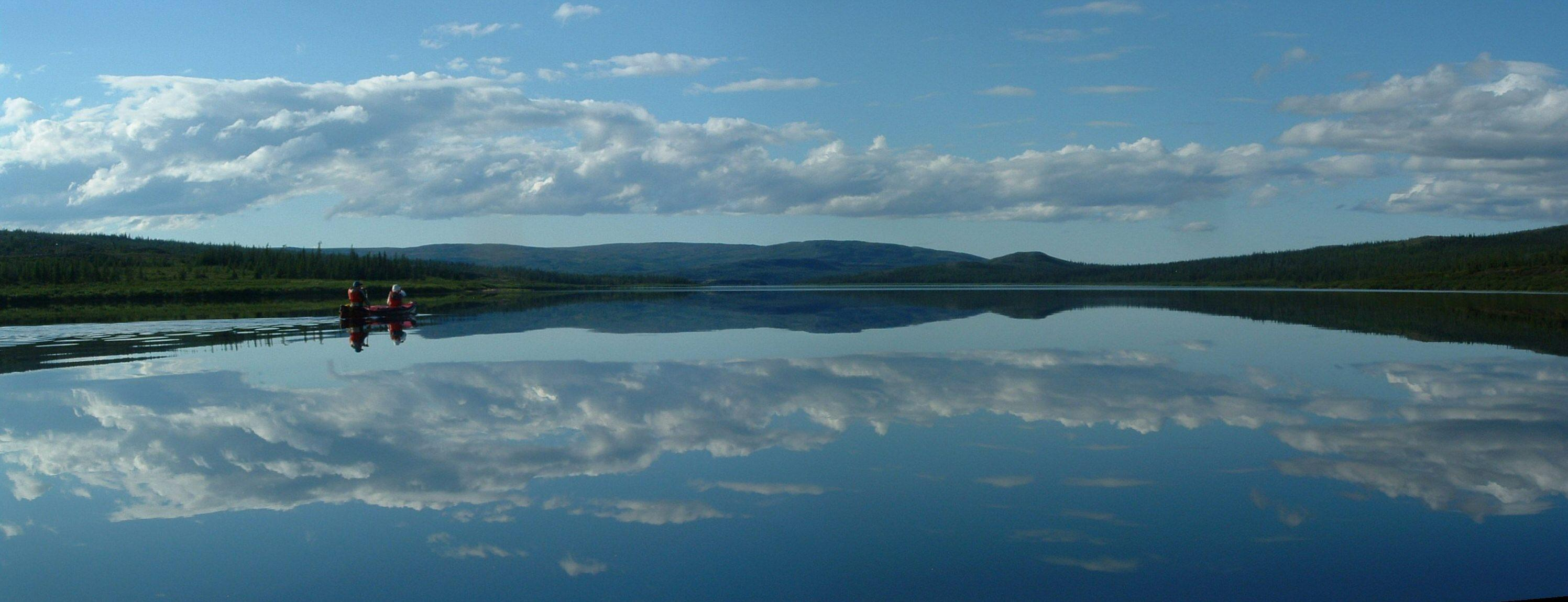
Lago Indian House
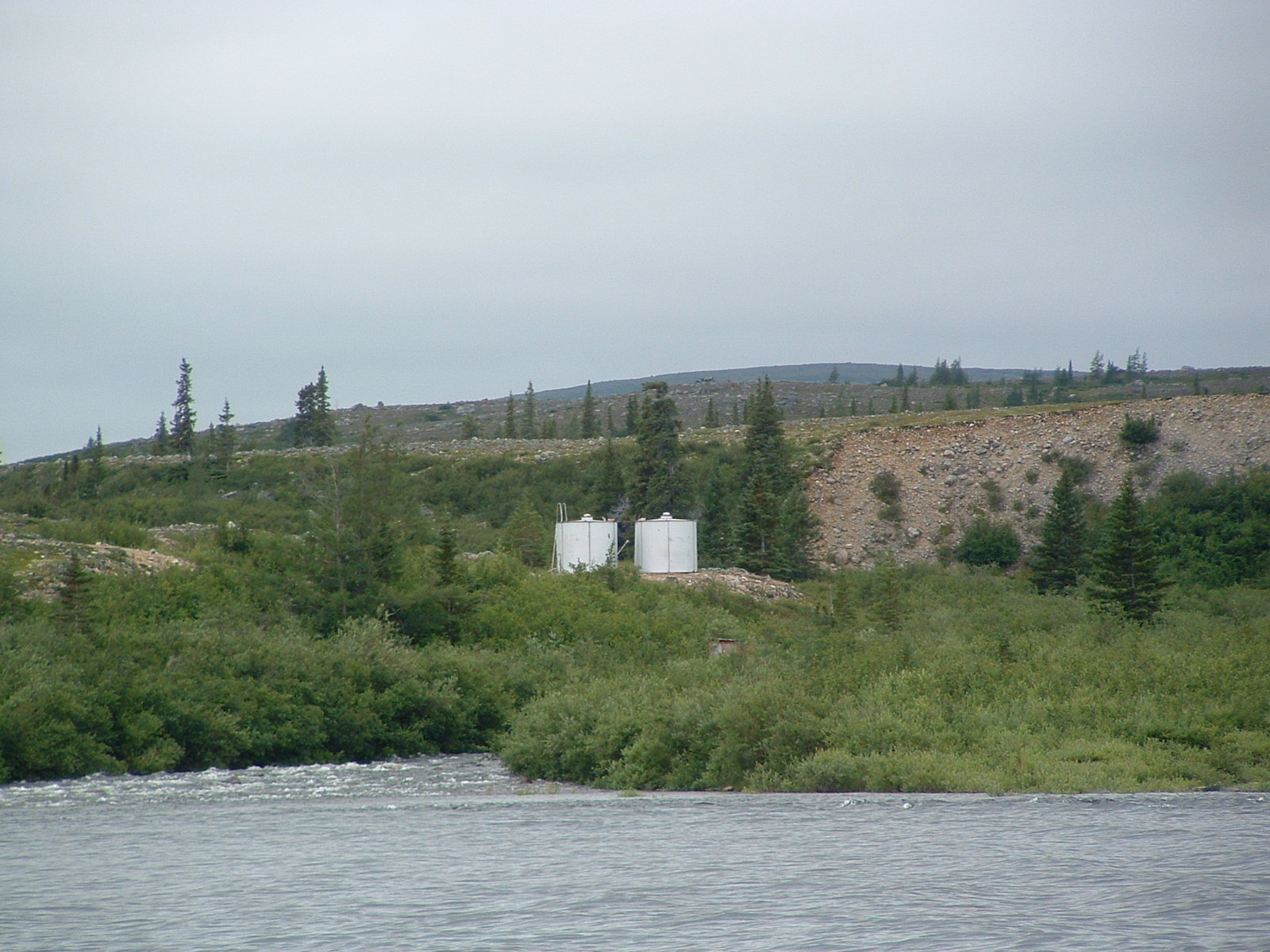
Estación meteorológica del US Army en el lago Indian House
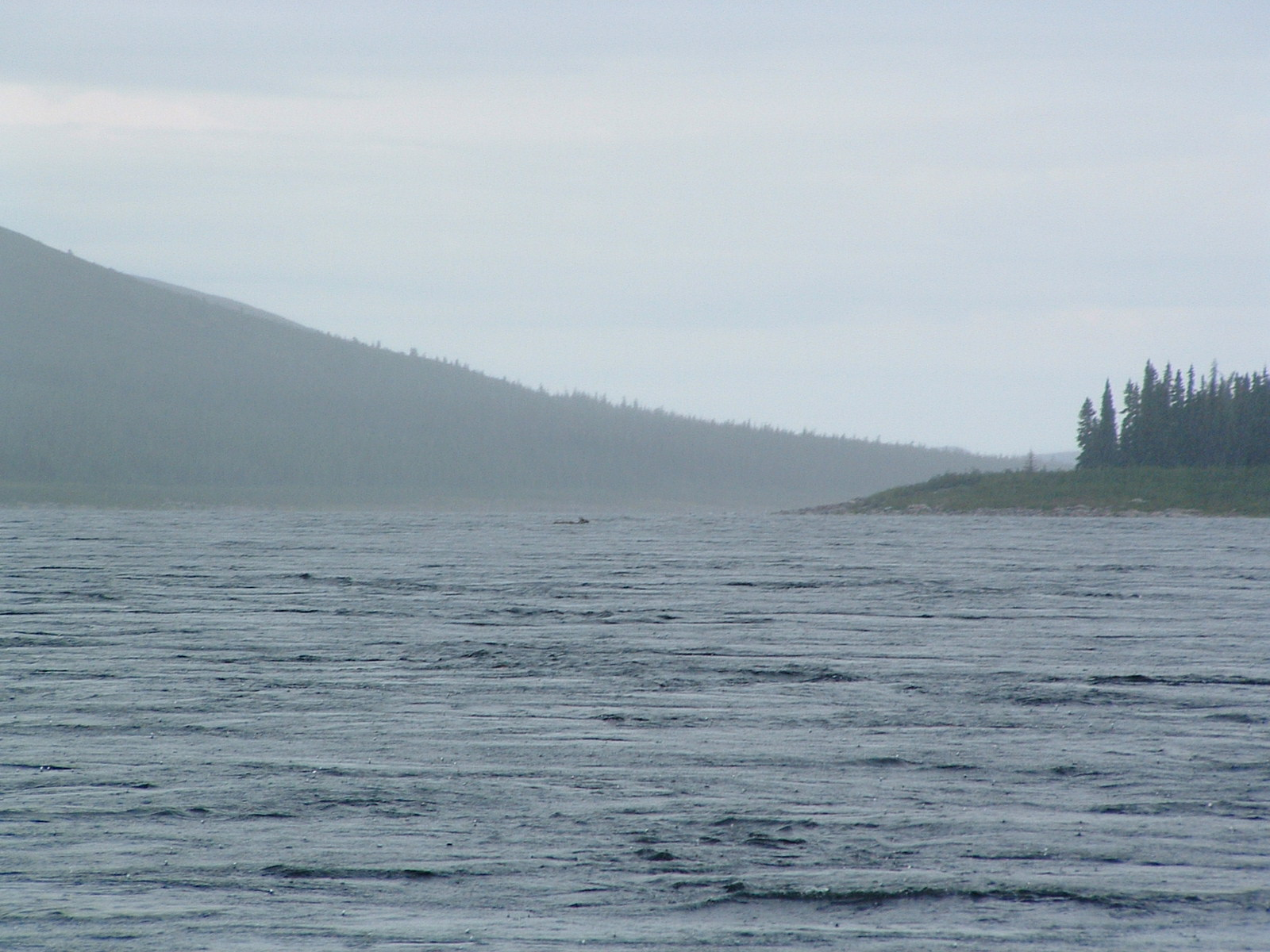
Caribú cruzando el río George
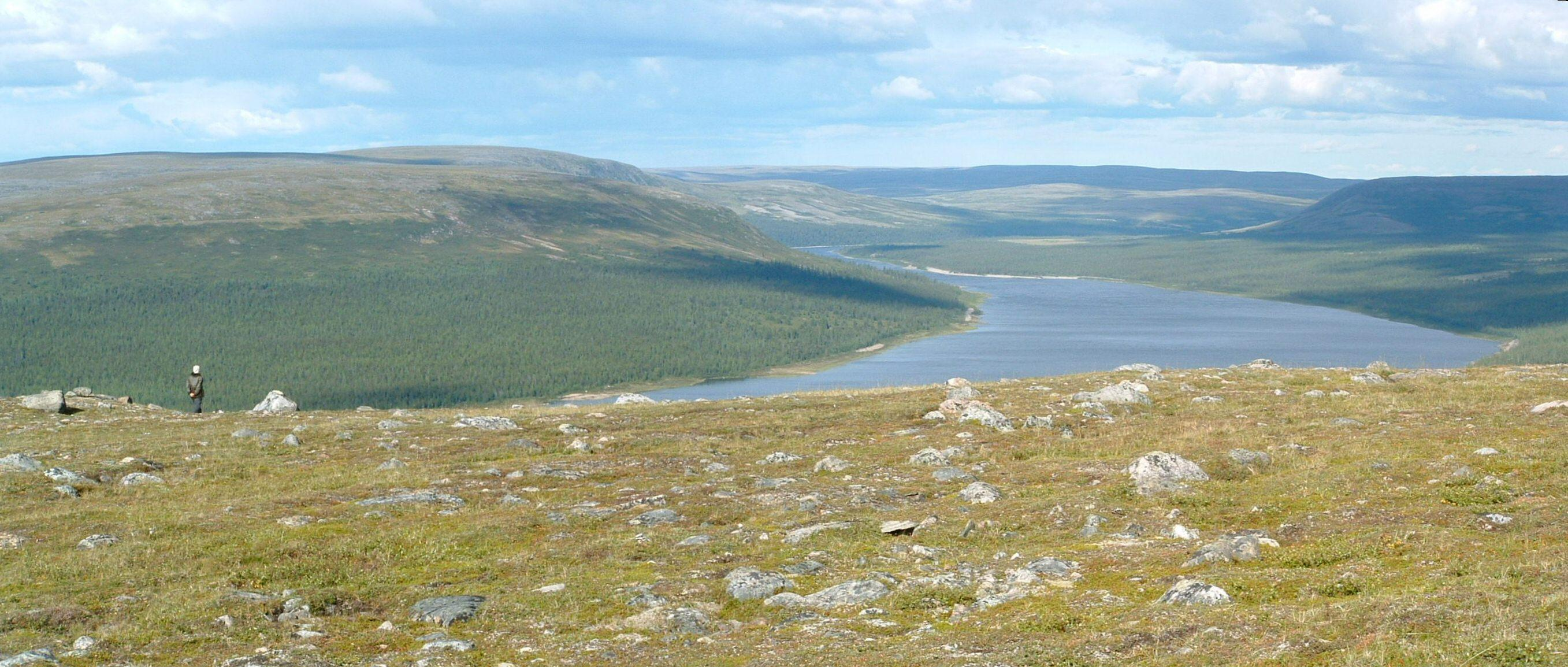
Río George
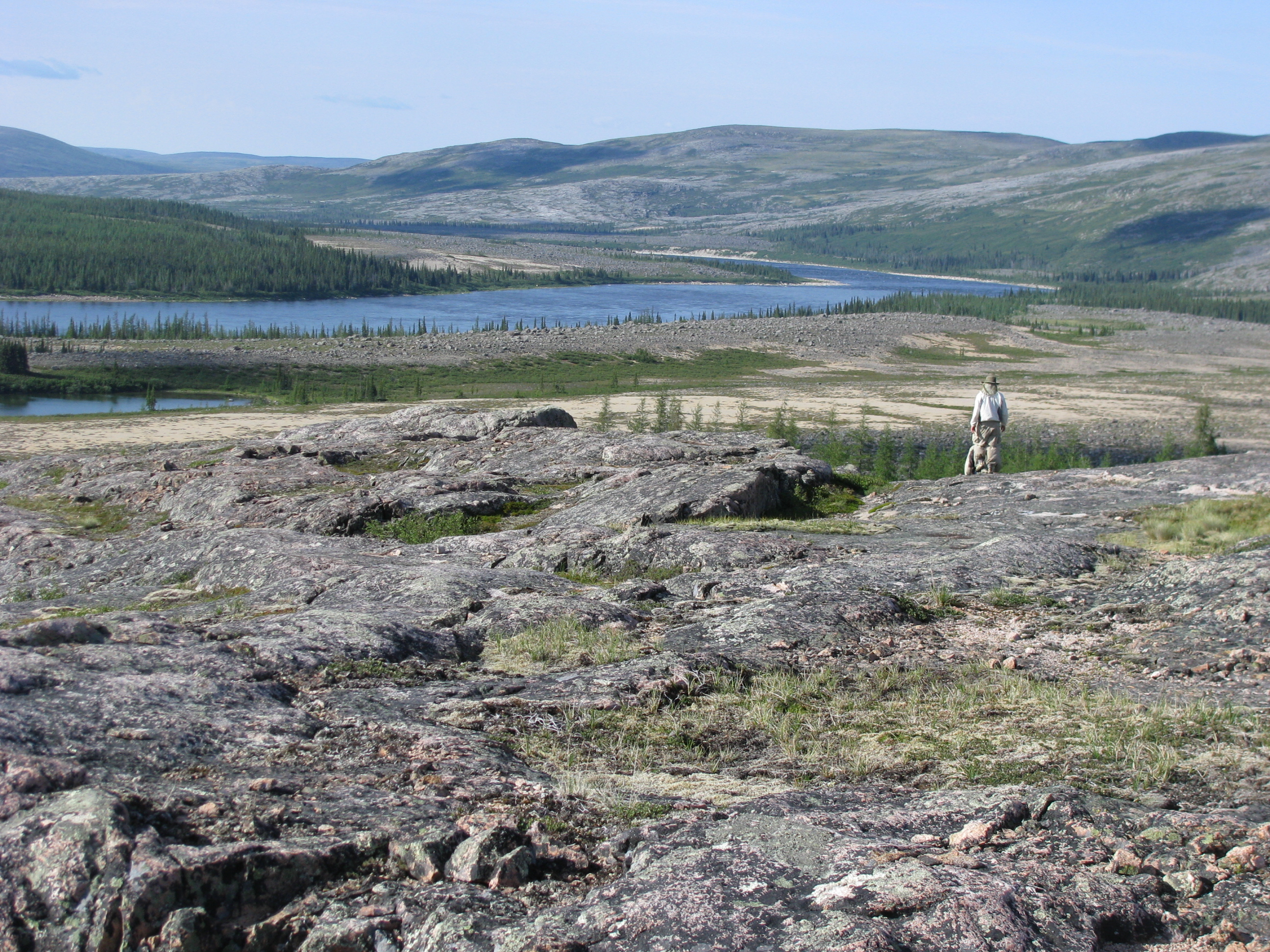
Río George
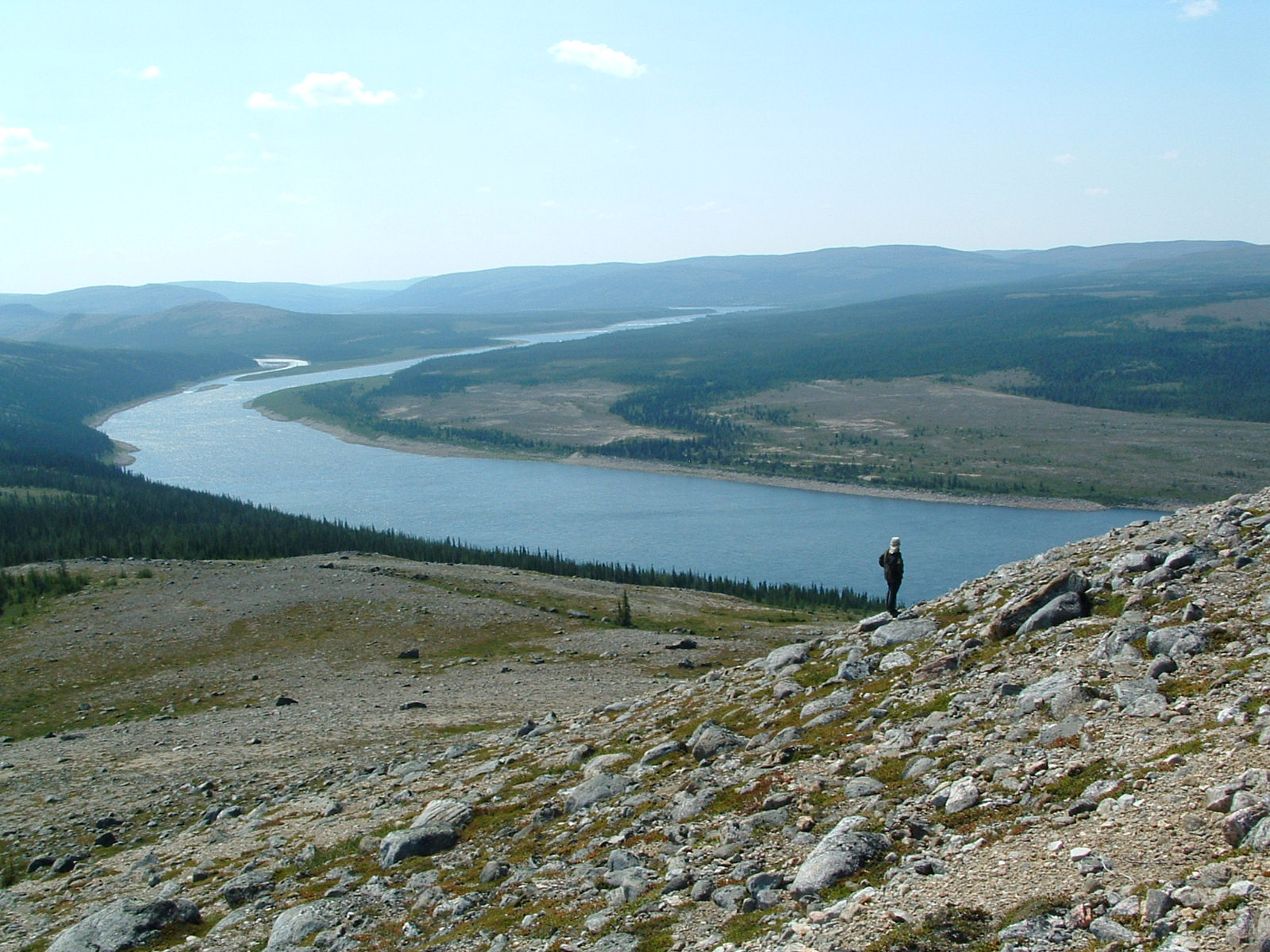
Río George
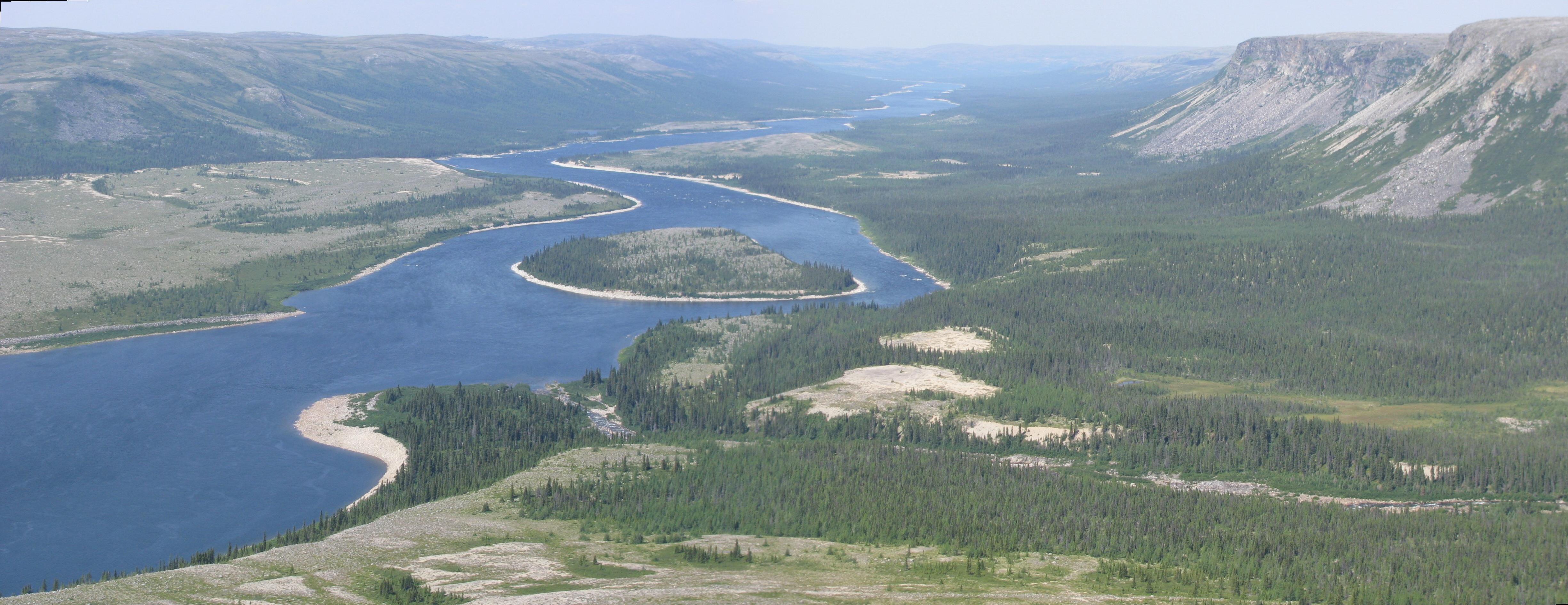
Río George
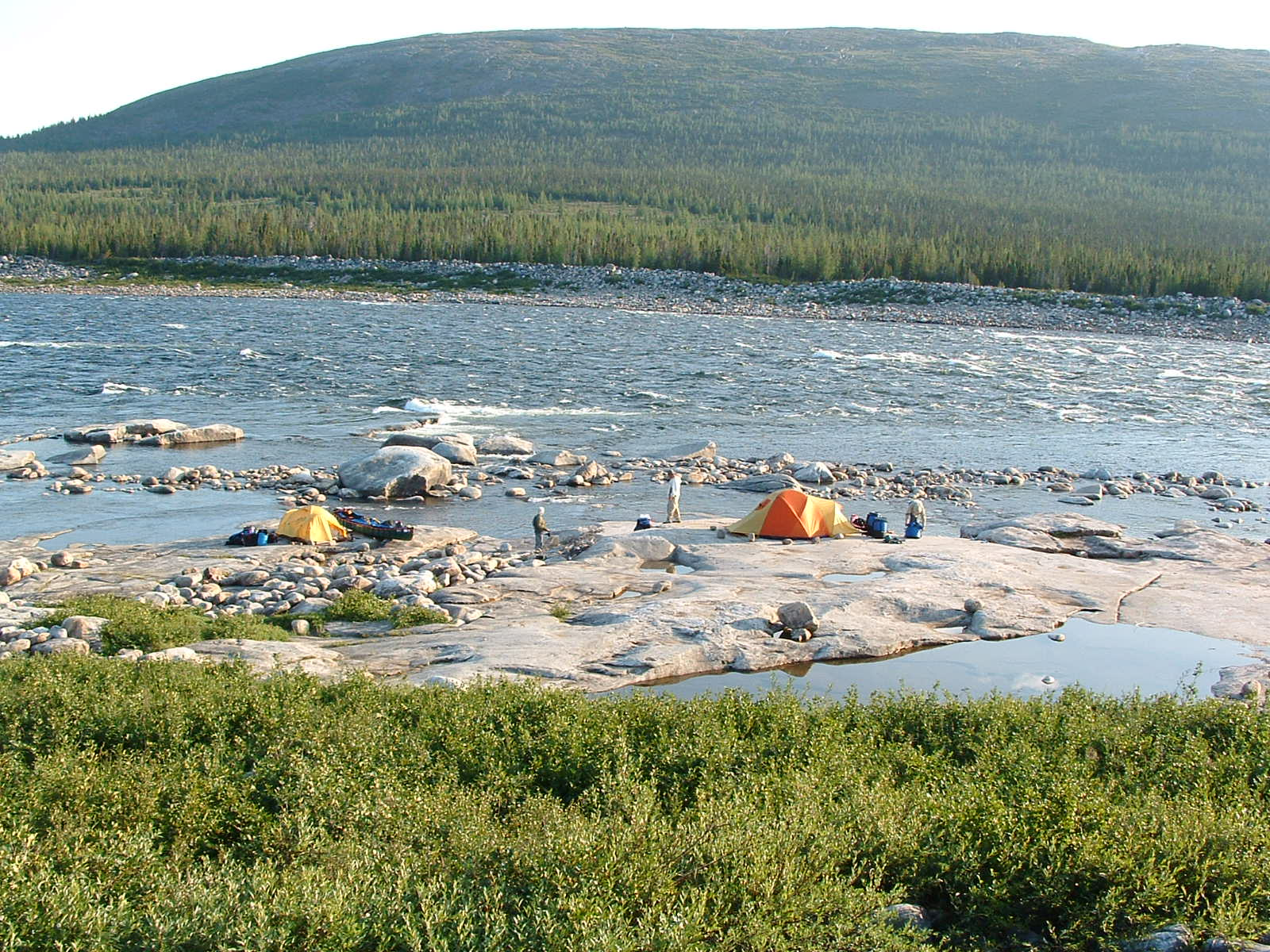
Campamento en los rápidos Helik
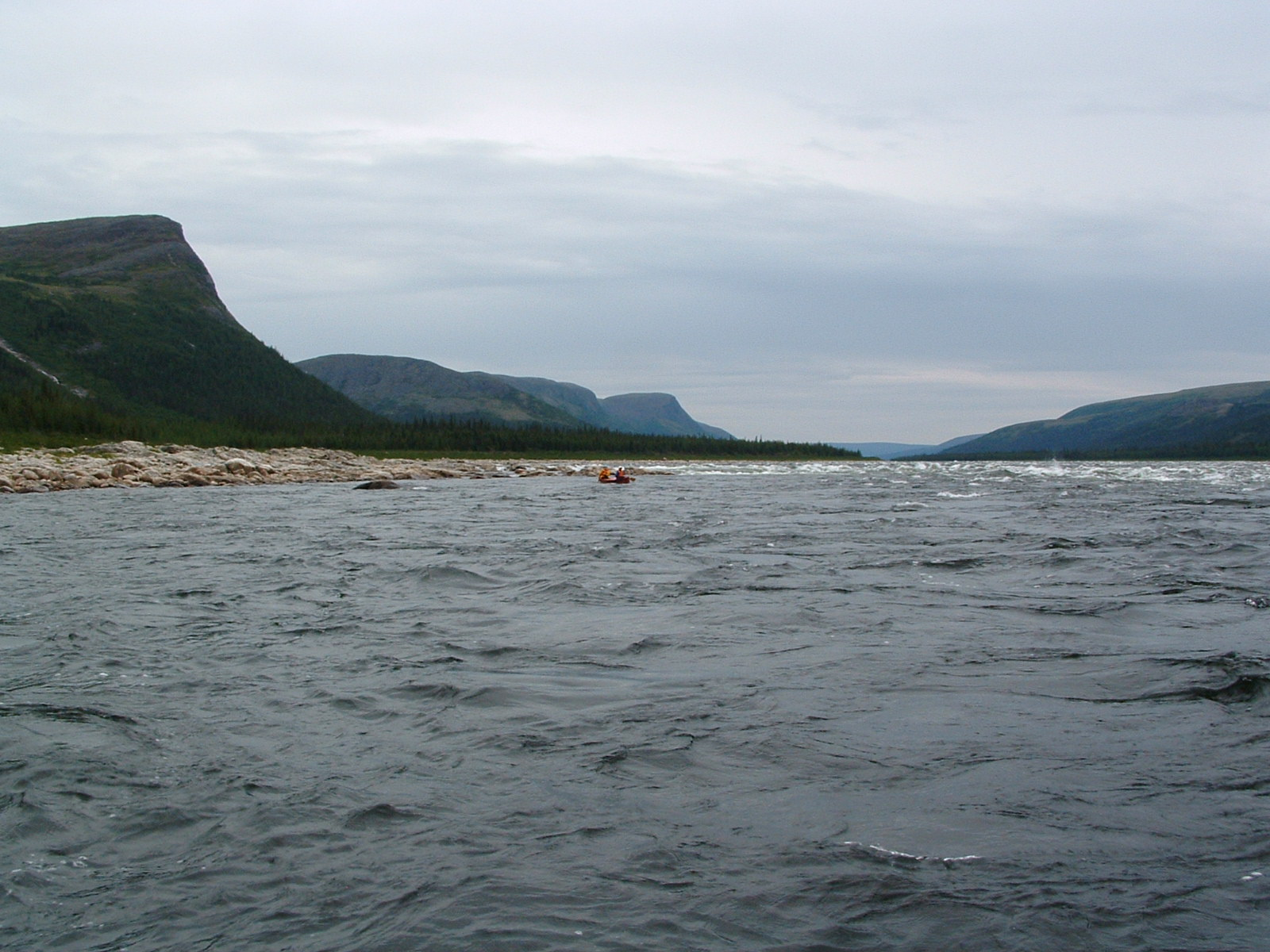
Rápidos Elson
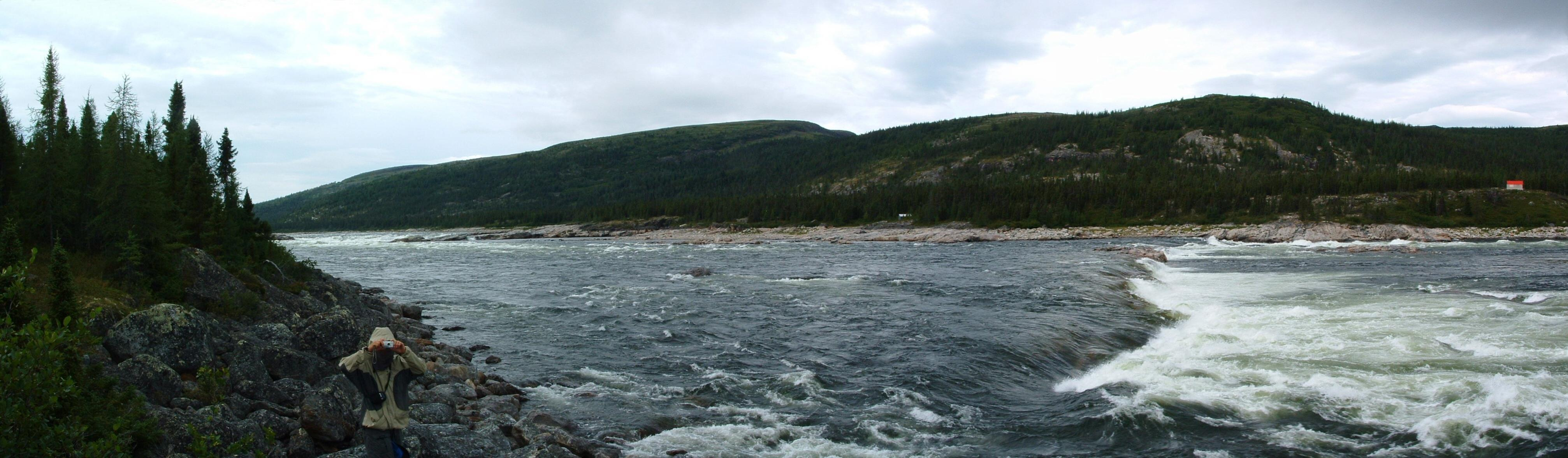
Catarata Helen
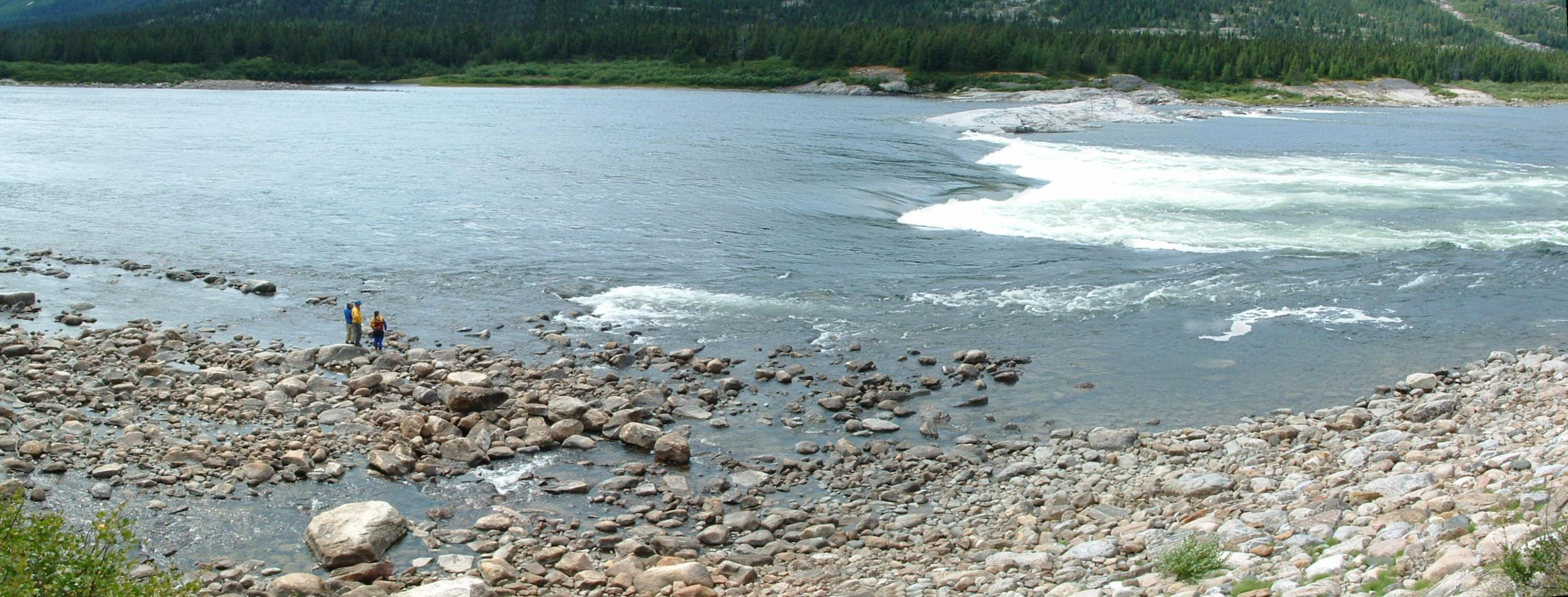
Rápidos Sarvakallak
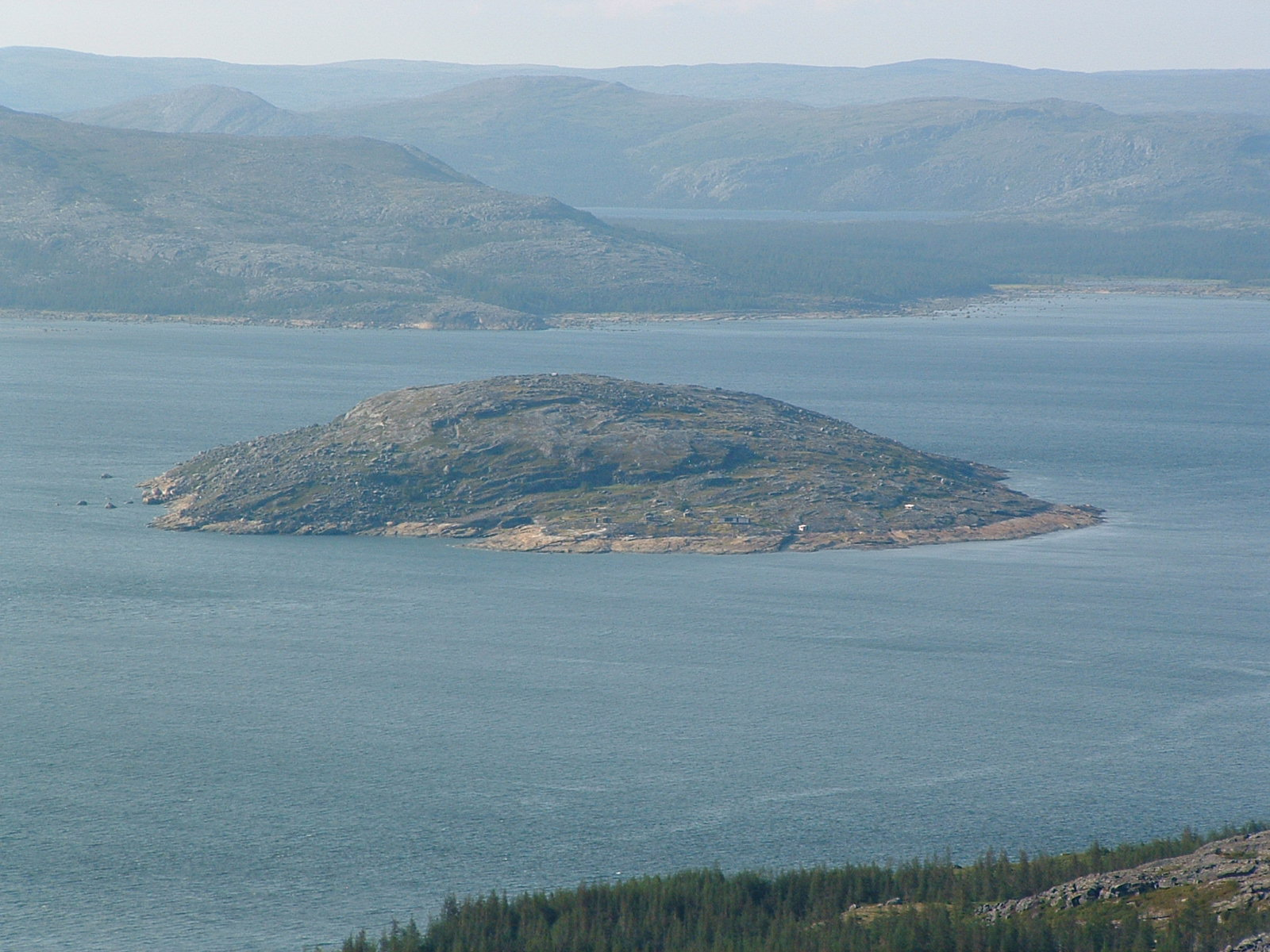
Isla Ford
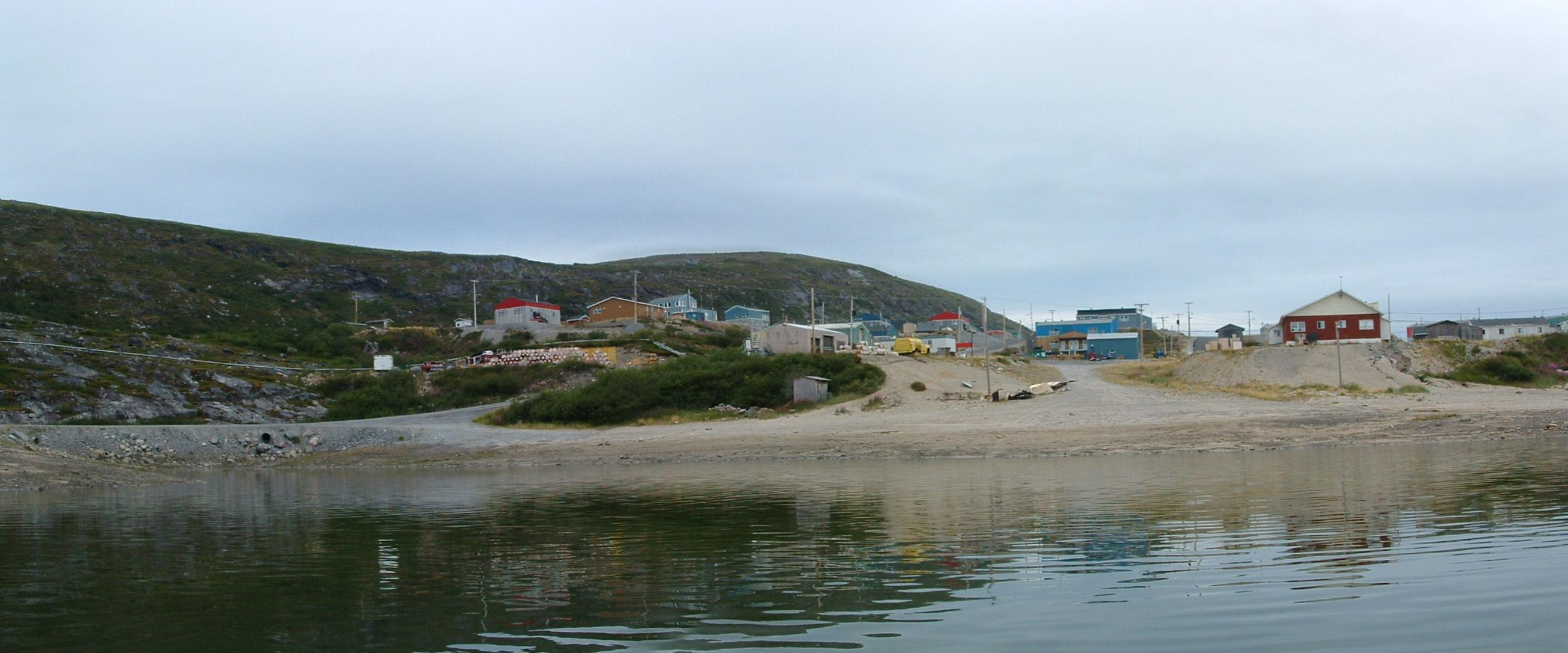
Puerto de Kangiqsualujjuaq en marea alta
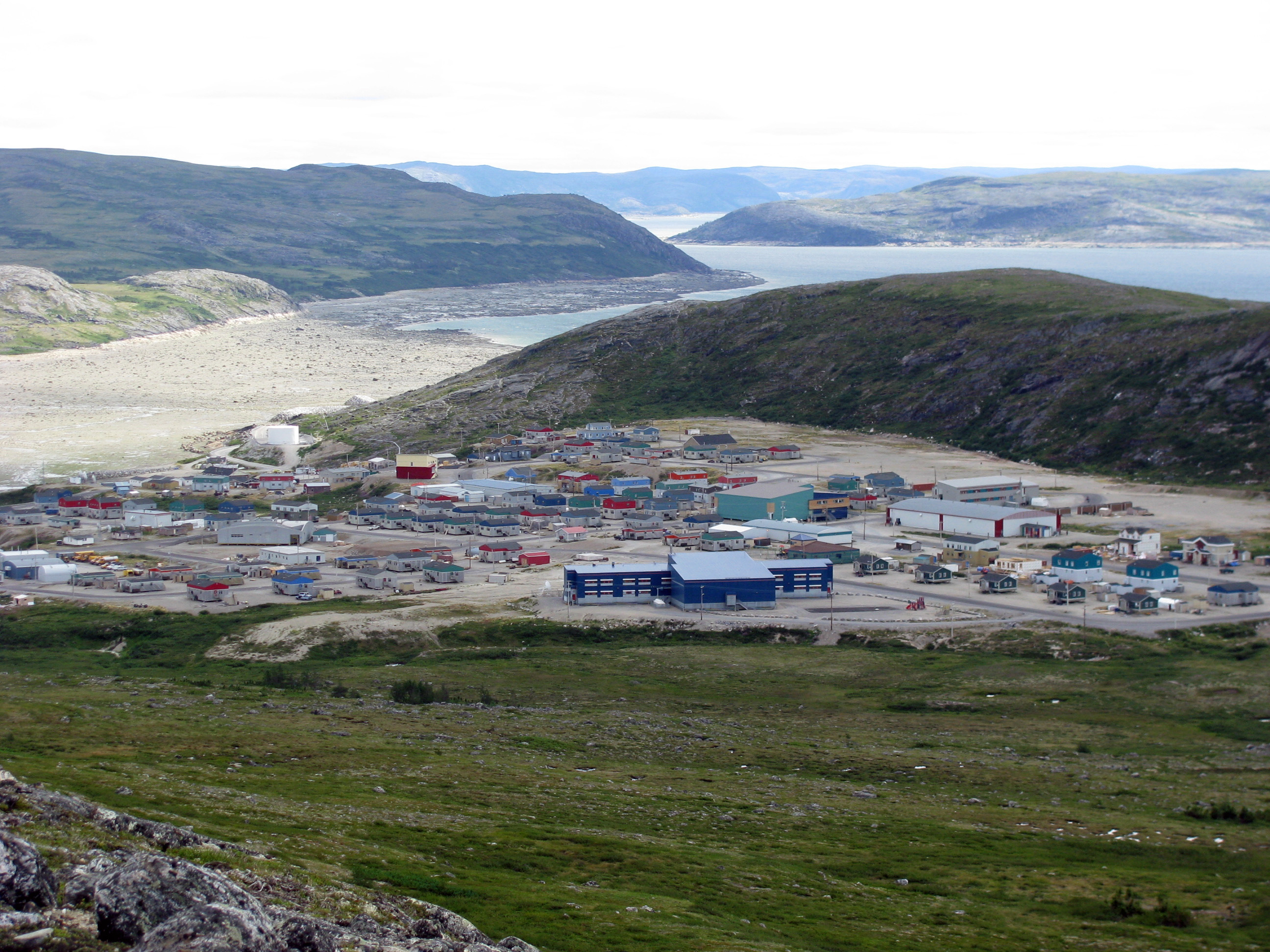
Kangiqsualujjuaq